# Melque de Cercos
Melque de Cercos est une commune de la province de Ségovie dans la communauté autonome de Castille-et-León en Espagne.

## Sites et patrimoine
- Église Sainte-Marie (es)
- Église paroissiale de Melque de Cercos

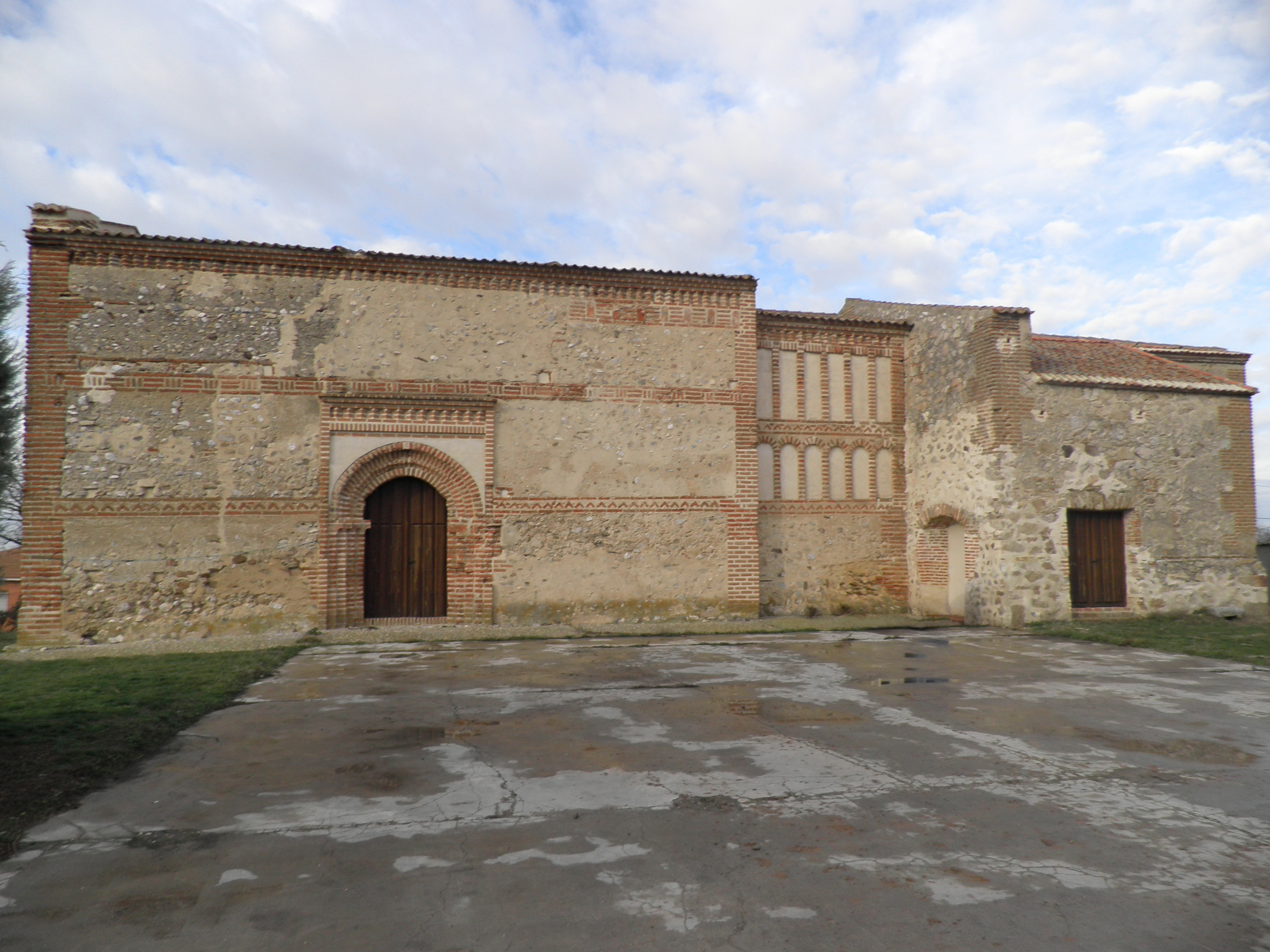
Église Sainte-Marie.
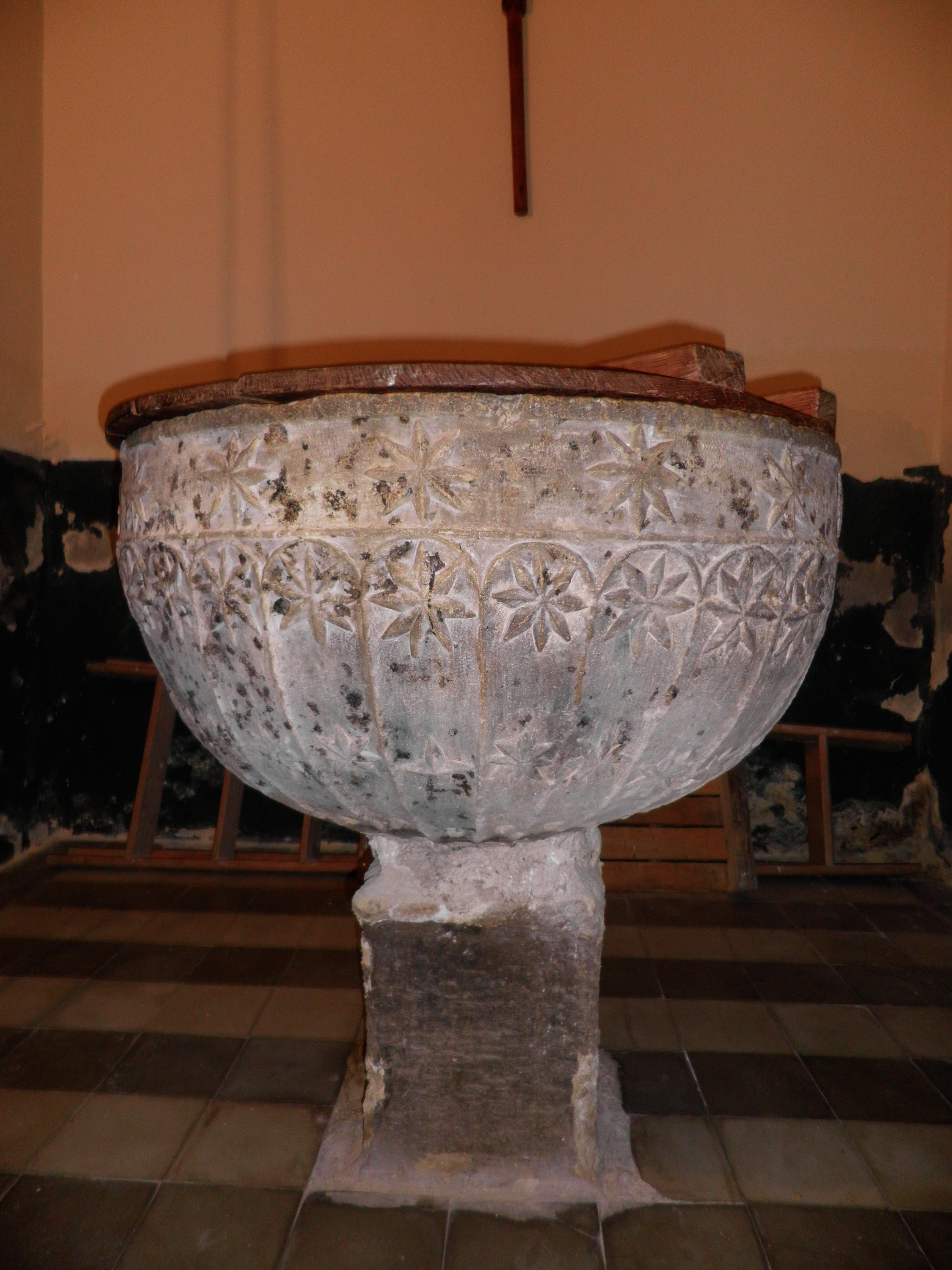
Fonts baptismaux de l'église paroissiale.
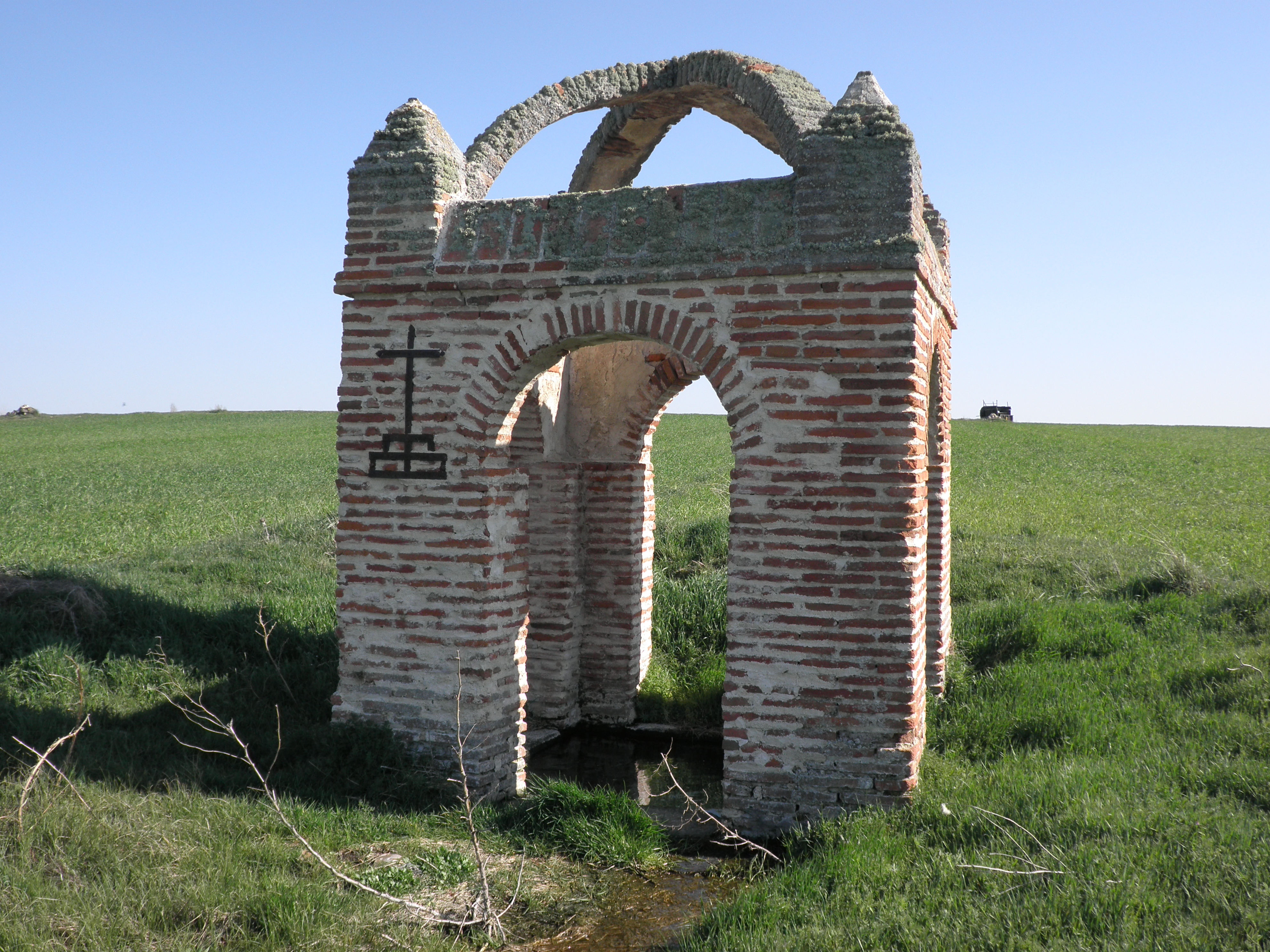
Fontaine Pelencha.